# Kladovo
Kladovo (Servisch: Кладово) is een gemeente in het Servische district Bor. Kladovo telt 18.002 inwoners (2021). De oppervlakte bedraagt 629 km², de bevolkingsdichtheid is 28.62 inwoners per km².
Naast de hoofdplaats Kladovo omvat de gemeente de plaatsen Brza Palanka, Vajuga, Velesnica, Velika Vrbica, Velika Kamenica, Grabovica, Davidovac, Kladušnica, Korbovo, Kostol, Kupuzište, Ljubičevac, Mala Vrbica, Manastirica, Milutinovac, Novi Sip, Petrovo Selo, Podvrška, Reka, Rečica, Rtkovo en Tekija.
Nabij Kladavo zijn de restanten van de brug van Trajanus, een Romeinse boogbrug, te vinden.

## Geboren in Kladovo
- Darko Perić  (1977), acteur